# Jürgen Melzer
Jürgen Melzer (n. 22 mai 1981, Viena, Austria) este un jucător profesionist austriac de tenis, câștigător al turneului Open România în 2006.